# Trichostetha calciventris
Trichostetha calciventris är en skalbaggsart som beskrevs av Stobbia 1995. Trichostetha calciventris ingår i släktet Trichostetha och familjen Cetoniidae. Inga underarter finns listade i Catalogue of Life.